# Würzburger Bischofskonferenz (1848)

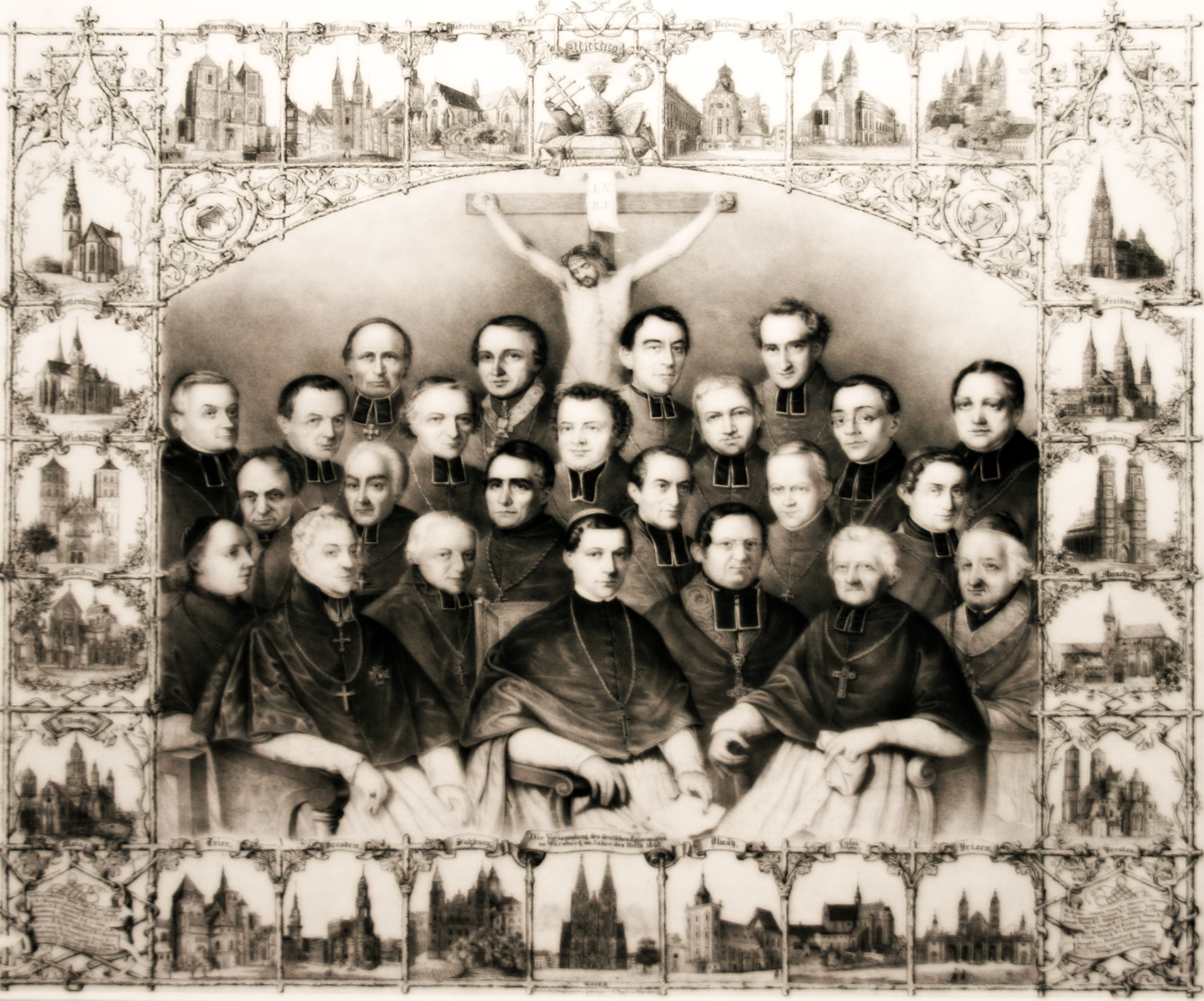
Zeitgenössisches Gedenkbild der Würzburger Bischofskonferenz mit Abbildungen der bischöflichen Teilnehmer und ihrer Kathedralen

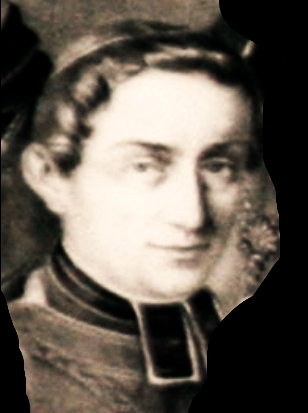
Gastgeber: Georg Anton Stahl (Bischof von Würzburg)

Die Würzburger Bischofskonferenz von 1848 war ein vierwöchiges Arbeitstreffen der deutschen katholischen Bischöfe in Würzburg. Es kann als Geburtsstunde der deutschen und österreichischen Bischofskonferenzen gelten.

## Geschichte
Das Treffen begann am 21. Oktober 1848, nachdem der Kölner Erzbischof Johannes von Geissel nur drei Wochen vorher dazu eingeladen hatte, und endete nach unvorhergesehen langen Beratungen am 16. November. Teilnehmer waren 25 Diözesanbischöfe oder deren Vertreter sowie ausgewählte theologische Berater, keine Laien. Tagungsort war das Priesterseminar Würzburg, für die letzten drei Tage das Minoritenkloster Würzburg. Gastgeber war der Würzburger Bischof Georg Anton Stahl.
Die Bischöfe unterwarfen sich einer straffen Arbeitsdisziplin mit täglich acht Konferenzstunden. Liturgischer Höhepunkt war ein Pontifikalamt im Würzburger Dom unter Leitung des Primas Germaniae, des Salzburger Erzbischofs Kardinal Friedrich zu Schwarzenberg. Ein bemerkenswertes karitatives Zeichen war die Speisung von 300 Würzburger Armen, bei der die Bischöfe persönlich beim Tischdienst mitwirkten.
Die kurzfristige Einladung, die hohe Teilnehmerzahl und die lange Dauer des Treffens zeugen von der Dringlichkeit der anstehenden Themen. Das Ende der reichskirchlichen Ordnung mit ihren geistlichen Staaten lag noch kein halbes Jahrhundert zurück, die Neuorganisation der deutschen Diözesen erst 25 Jahre. Seit dem 18. Mai 1848 tagte in Frankfurt das Paulskirchenparlament und verhandelte kontrovers über eine nationalstaatliche und konstitutionelle Neuordnung Deutschlands. Diesem brisanten Geschehen wollten die Bischöfe nicht untätig zusehen. Sie formulierten Grundsatzaussagen zum Verhältnis von Kirche und Staat, zur kirchlichen Schulaufsicht, zur Rechtsstellung des Klerus und zu Fragen der Gesellschafts- und Sozialordnung. Sie verabschiedeten drei Denkschriften: eine an alle Gläubigen, eine an die Regierungen und eine an die Geistlichen.
Zur angestrebten offiziellen Nationalsynode kam es nicht, da dafür die päpstliche Autorisation erforderlich war (Papst war 1846–1878 Pius IX.), die Kurie aber nationalkirchliche Tendenzen befürchtete, und da die bayerischen Bischöfe in der Freisinger Bischofskonferenz und die Bischöfe der Habsburgermonarchie in der Österreichischen Bischofskonferenz eigene Wege gingen.

## Teilnehmer
Die obige Lithographie von 1848 zeigt in der 1. Reihe von links:
- Karl August von Reisach (1800–1869), Erzbischof von München und Freising, später Kurienkardinal
- Maximilian Joseph Gottfried von Sommerau Beeckh (1769–1853), Erzbischof von Olmütz (heute Tschechien)
- Bonifaz Kaspar von Urban (1773–1858), Erzbischof von Bamberg
- Friedrich zu Schwarzenberg (1809–1885), Erzbischof von Salzburg, Kardinal und später Erzbischof von Prag
- Johannes von Geissel (1796–1864), Erzbischof von Köln, später Kardinal
- Hermann von Vicari (1773–1868), Erzbischof von Freiburg im Breisgau
- Bernhard Galura (1764–1856), Fürstbischof von Brixen

2. Reihe von links:
- Melchior von Diepenbrock (1798–1853), Fürstbischof von Breslau, später Kardinal, auch Abgeordneter der Frankfurter Nationalversammlung
- Carl Anton Lüpke (1775–1855), leitender Weihbischof von Osnabrück und Titularbischof von Anthedon
- Peter von Richarz (1783–1855), Bischof von Augsburg
- Peter Leopold Kaiser (1788–1848), Bischof von Mainz
- Heinrich von Hofstätter (1805–1875), Bischof von Passau
- Georg Anton von Stahl (1805–1870), Bischof von Würzburg

3. Reihe von links:
- Johann Georg Müller (1798–1870), Bischof von Münster, auch Abgeordneter der Frankfurter Nationalversammlung
- Valentin von Riedel (1802–1857), Bischof von Regensburg
- Nikolaus von Weis (1796–1869), Bischof von Speyer
- Jakob Joseph Wandt (1780–1849), Bischof von Hildesheim
- Wilhelm Arnoldi (1798–1864), Bischof von Trier
- Peter Josef Blum (1808–1884), Bischof von Limburg
- Franz Drepper (1787–1855), Bischof von Paderborn
- Anastasius Sedlag (1786–1856), Bischof von Kulm (Königreich Preußen), auch Abgeordneter der Frankfurter Nationalversammlung
- Georg von Oettl (1794–1866), Bischof von Eichstätt
- Josef von Lipp (1795–1869), Bischof von Rottenburg
- Joseph Dittrich (1794–1853), Titularbischof von Corycus, Apostolischer Vikar im Königreich Sachsen

Auf der Darstellung fehlt Weihbischof Franz Großmann vom Fürstbistum Ermland, der Bischof Joseph Ambrosius Geritz vertrat. Daneben waren weitere beratende Geistliche anwesend, so unter anderen der Kulmer Dompropst Eduard Herzog.